# Fotoforum
Fotoforum (Eigenschreibweise fotoforum) ist eine Zeitschrift für Fotografie und Präsentation, die sich an Fotoamateure richtet. In sechs Ausgaben pro Jahr vermitteln Praktiker Informationen und Tipps rund um die Fotografie und Fototechnik.

## Geschichte
Die Zeitschrift fotoforum wurde 1993 als Dia-Magazin von Herausgeber und Chefredakteur Martin Breutmann (DGPh) gegründet. Damals befasste sich die Zeitschrift vorrangig mit Dia-Fotografie und Projektion. Im Lauf der Jahre hat eine thematische Ausweitung auf allgemeine Themen der Fotografie stattgefunden, die seit dem Jahr 2000 ihren Ausdruck in dem Namen fotoforum findet. Die Zeitschrift wird von dem Fotoforum-Verlag in Münster herausgegeben.

## Inhalt & Themen
In der Zeitschrift stehen das Bild, der Weg zum gelungenen Foto und die Präsentation im Mittelpunkt des Informationskonzepts. Regelmäßige Marktübersichten und Praxistests zählen ebenso zum Themenspektrum wie Informationen über Festivals, Workshops, Fotowettbewerbe, Börsen und andere Veranstaltungen. 

### Themen im Überblick
- Das Bild, der Weg zum gelungenen Foto und die Präsentation
- Praktische Lösungsansätze für alle Fragen des fotografischen Alltags
- Orientierung im Bereich technischer Neuheiten und Dienstleistungen
- Praxis-Tests
- Präsentation herausragender Bilder
- Aktuelle Trends aus der Fotoszene

## Fotoforum Akademie
Seit 2008 betreibt der fotoforum-Verlag die „fotoforum Akademie“. Sie begleitet ihre Teilnehmer mit mehr als 100 Angeboten jährlich beim Einstieg in Fotografie und Präsentation, bei der Entdeckung neuer Sichtweisen und bei der Erweiterung vorhandener Kenntnisse in Freizeit und Beruf.

## Fotoforum Award
Der „fotoforum Award“ gehört mit Preisgeldern von über 20.000 € (2015) zu den höchstdotierten Fotowettbewerben im deutschsprachigen Raum. Zu jeder Ausgabe der Zeitschrift fotoforum findet sich eine Fachjury zusammen, um die eingereichten Arbeiten zu den jeweils unterschiedlichen Award-Themen zu bewerten. Die Siegerfotos werden in der Zeitschrift und online veröffentlicht.

## Fotoforum Community
Seit Ende 2011 bietet die Zeitschrift auf ihrer Website auch eine Online-Community an, die „fotoforum Community“. Dort können Abonnenten und andere Nutzer eigene Bilder hochladen, Bilder anderer Nutzer anschauen und kommentieren sowie fotografische Themen in den Textforen diskutieren.

## Auflagenstatistik
Im vierten Quartal 2013 lag die durchschnittliche verbreitete Auflage nach IVW bei 9.141 Exemplaren. Das sind 174 Exemplare pro Ausgabe mehr als im Vergleichsquartal des Vorjahres. Die Abonnentenzahl nahm innerhalb eines Jahres um 420 Abonnenten auf durchschnittlich 7.751 pro Ausgabe zu (+5,42 %); damit bezogen rund 84,79 % der Leser die Zeitschrift im Abo.
| Anzahl verbreiteten Ausgaben | Anzahl verbreiteten Ausgaben | Anzahl verbreiteten Ausgaben | Anzahl verbreiteten Ausgaben | Anzahl verbreiteten Ausgaben |
| ---------------------------- | ---------------------------- | ---------------------------- | ---------------------------- | ---------------------------- |
| Quartal                      |                              |                              | Auflage a                    |                              |
| IV/2010                      | IV/2010                      |                              | 11.389                       | 11.389                       |
| IV/2011                      | IV/2011                      |                              | 4.602                        | 4.602                        |
| IV/2012                      | IV/2012                      |                              | 8.966                        | 8.966                        |
| IV/2013                      | IV/2013                      |                              | 9.141                        | 9.141                        |
| Quelle: IVW                  |                              |                              |                              |                              |

| Anzahl der Abonnements | Anzahl der Abonnements | Anzahl der Abonnements | Anzahl der Abonnements | Anzahl der Abonnements |
| ---------------------- | ---------------------- | ---------------------- | ---------------------- | ---------------------- |
| Quartal                |                        |                        | Abos a                 |                        |
| IV/2010                | IV/2010                |                        | 7.688                  | 7.688                  |
| IV/2011                | IV/2011                |                        | 7.315                  | 7.315                  |
| IV/2012                | IV/2012                |                        | 7.331                  | 7.331                  |
| IV/2013                | IV/2013                |                        | 7.751                  | 7.751                  |
| Quelle: IVW            |                        |                        |                        |                        |